# Supercoppa polacca 2021 (pallavolo femminile)
La Supercoppa polacca 2021, 16ª edizione della supercoppa nazionale di pallavolo femminile, si è svolta il 20 ottobre 2021: al torneo hanno partecipato due squadre di club polacche e la vittoria finale è andata per la prima volta al Developres Rzeszów.

## Regolamento
La formula ha previsto una gara unica.

## Squadre partecipanti
| Squadra            | Qualificazione                                                    |
| ------------------ | ----------------------------------------------------------------- |
| Chemik Police      | Vincitrice Coppa di Polonia 2020-21/Liga Siatkówki Kobiet 2020-21 |
| Developres Rzeszów | 2ª in Liga Siatkówki Kobiet 2020-21                               |

## Torneo
| 20 ottobre 2021 Hala Globus, Lublino Durata: 2h:09 - Spettatori: ? | Chemik Police | 2 - 3 | Developres Rzeszów | 12-25, 21-25, 25-21, 25-23, 12-15 |